# Ruslán Malinovskiy
Ruslán Malinovskiy (en ukrainien : Русла́н Малінóвський, Ruslán Malinóvs’kyi), né le 4 mai 1993 à Jytomyr en Ukraine, est un footballeur international ukrainien qui évolue au poste de milieu offensif au Genoa CFC.

## Biographie

### Carrière en club

#### KRC Genk (2016-2019)
En janvier 2016, lors du mercato hivernal, Ruslán Malinovskiy rejoint le KRC Genk sous forme de prêt pour six mois. Le 30 août 2016 le prêt au KRC Genk est prolongé d'une saison, cette fois avec une option d'achat malgré une blessure du joueur en mai, une rupture des ligaments croisés qui le tient éloigné des terrains pendant de longs mois, et il fait son retour à la compétition en décembre 2016 avec la réserve. Il rejoue avec l'équipe première le 17 janvier 2017 contre le KV Ostende lors d'un match aller de coupe de Belgique. Titularisé lors de cette rencontre, il se distingue en inscrivant le but égalisateur de son équipe qui fait match nul (1-1).
Le 29 mai 2017 l'option d'achat est levée par le KRC Genk.

#### Atalanta BC (2019-2023)
Le 16 juillet 2019 Ruslán Malinovskiy rejoint l'Atalanta Bergame qui débourse 14 millions d'euros pour le recruter.
Avec l'Atalanta il découvre la Ligue des champions, jouant son premier match dans la compétition le 18 septembre 2019 face au Dinamo Zagreb. Il entre en jeu à la place d'Andrea Masiello lors de cette rencontre perdue par son équipe (4-0).

#### Olympique de Marseille (2023-2024)
Le 9 janvier 2023, après plusieurs jours de rumeurs, l'arrivée de Malinovskiy à l'Olympique de Marseille est officialisée. Il rejoint le club français jusqu'à la fin de la saison sous la forme d'un prêt avec option d'achat obligatoire ; le montant du transfert étant estimé à dix millions d'euros avec des bonus de trois millions pour un contrat allant jusqu'en juin 2026,.
Le 8 février 2023, il marque le but de la victoire contre le Paris Saint-Germain (2-1) lors du huitième de finale de Coupe de France OM-PSG au Vélodrome, permettant à son équipe de remporter sa première victoire à domicile depuis 12 ans face au rival parisien.

### Carrière internationale
Il reçoit sa première sélection en équipe d'Ukraine le 31 mars 2015, en amical contre la Lettonie (match nul 1-1 à Lviv).
Il participe ensuite aux éliminatoires de l'Euro 2016 puis aux éliminatoires du mondial 2018.
Il marque son premier but en sélection lors d'un match amical face à l'Italie le 10 octobre 2018, (match nul 1-1 à Gênes).
Il est retenu par le sélectionneur de l'Ukraine, Andri Chevtchenko, dans la liste des 26 joueurs pour participer à l'Euro 2020,.
En mai 2024, il fait partie de la liste des 26 joueurs convoqués par Serhiy Rebrov en vue de l'Euro 2024.

## Statistiques
| Saison                | Club                          | Championnat           | Championnat | Championnat | Championnat | Coupe(s) nationale(s) | Coupe(s) nationale(s) | Coupe(s) nationale(s) | Compétition(s) continentale(s) | Compétition(s) continentale(s) | Compétition(s) continentale(s) | Compétition(s) continentale(s) | Total | Total | Total |
| Saison                | Club                          | Division              | M.          | B.          | P.d.        | M.                    | B.                    | P.d.                  | Comp.                          | M.                             | B.                             | P.d.                           | M.    | B.    | P.d.  |
| 2010-2011             | Chakhtar Donetsk-3 (en)       | Drouha Liha           | 8           | 1           | -           | -                     | -                     | -                     | -                              | -                              | -                              | -                              | 8     | 1     | 0     |
| 2011-2012             | Chakhtar Donetsk-3 (en)       | Drouha Liha           | 25          | 4           | -           | -                     | -                     | -                     | -                              | -                              | -                              | -                              | 25    | 4     | 0     |
| 2012-2013             | Chakhtar Donetsk-3 (en)       | Drouha Liha           | 6           | 5           | -           | -                     | -                     | -                     | -                              | -                              | -                              | -                              | 6     | 5     | 0     |
| Sous-total            | Sous-total                    | Sous-total            | 39          | 10          | -           | -                     | -                     | -                     | -                              | -                              | -                              | -                              | 39    | 10    | 0     |
| 2012-2013             | PFC Sébastopol (prêt)         | Persha Liha           | 16          | 1           | -           | 2                     | 0                     | 1                     | -                              | -                              | -                              | -                              | 18    | 1     | 1     |
| 2013-2014             | PFC Sébastopol (prêt)         | Premier Liga          | -           | -           | -           | 1                     | 0                     | 0                     | -                              | -                              | -                              | -                              | 1     | 0     | 0     |
| Sous-total            | Sous-total                    | Sous-total            | 16          | 1           | -           | 3                     | 0                     | -                     | -                              | -                              | -                              | -                              | 19    | 1     | 0     |
| 2012-2013             | PFC Sébastopol-2 (en) (prêt)  | Drouha Liha           | 2           | 1           | -           | -                     | -                     | -                     | -                              | -                              | -                              | -                              | 2     | 1     | 0     |
| 2013-2014             | Zorya Louhansk (prêt)         | Premier Liga          | 8           | 3           | 0           | -                     | -                     | -                     | -                              | -                              | -                              | -                              | 8     | 3     | 0     |
| 2014-2015             | Zorya Louhansk (prêt)         | Premier Liga          | 23          | 1           | 4           | 5                     | 0                     | 2                     | C3                             | 4                              | 2                              | 0                              | 32    | 3     | 6     |
| 2015-2016             | Zorya Louhansk (prêt)         | Premier Liga          | 13          | 3           | 2           | 3                     | 0                     | 0                     | C3                             | 4                              | 4                              | 0                              | 20    | 7     | 2     |
| Sous-total            | Sous-total                    | Sous-total            | 44          | 7           | 6           | 8                     | 0                     | 2                     | -                              | 8                              | 6                              | 0                              | 60    | 13    | 8     |
| 2015-2016             | KRC Genk (prêt)               | Jupiler Pro League    | 13          | 0           | 3           | 2                     | 0                     | 0                     | -                              | -                              | -                              | -                              | 15    | 0     | 3     |
| 2016-2017             | KRC Genk (prêt)               | Jupiler Pro League    | 20          | 5           | 6           | 2                     | 1                     | 0                     | C3                             | 5                              | 1                              | 1                              | 27    | 7     | 7     |
| 2017-2018             | KRC Genk                      | Jupiler Pro League    | 37          | 5           | 4           | 5                     | 2                     | 0                     | -                              | -                              | -                              | -                              | 42    | 7     | 4     |
| 2018-2019             | KRC Genk                      | Jupiler Pro League    | 37          | 13          | 11          | 1                     | 0                     | 1                     | C3                             | 13                             | 3                              | 3                              | 51    | 16    | 15    |
| Sous-total            | Sous-total                    | Sous-total            | 107         | 23          | 24          | 10                    | 3                     | 1                     | -                              | 18                             | 4                              | 4                              | 135   | 30    | 29    |
| 2019-2020             | Atalanta Bergame              | Serie A               | 34          | 8           | 3           | 1                     | 0                     | 1                     | C1                             | 9                              | 1                              | 1                              | 44    | 9     | 5     |
| 2020-2021             | Atalanta Bergame              | Serie A               | 36          | 8           | 12          | 3                     | 2                     | 0                     | C1                             | 4                              | 0                              | 0                              | 43    | 10    | 12    |
| 2021-2022             | Atalanta Bergame              | Serie A               | 30          | 6           | 4           | 1                     | 0                     | 0                     | C1+C3                          | 5+5                            | 1+3                            | 0+2                            | 41    | 10    | 6     |
| 2022-2023             | Atalanta Bergame              | Serie A               | 15          | 1           | 2           | 0                     | 0                     | 0                     | -                              | -                              | -                              | -                              | 15    | 1     | 2     |
| Sous-total            | Sous-total                    | Sous-total            | 115         | 23          | 21          | 5                     | 2                     | 1                     | -                              | 23                             | 5                              | 3                              | 143   | 30    | 25    |
| 2022-2023             | Olympique de Marseille (prêt) | Ligue 1               | 20          | 1           | 1           | 3                     | 1                     | 0                     | -                              | -                              | -                              | -                              | 23    | 2     | 1     |
| 2023-2024             | Genoa CFC (prêt)              | Serie A               | 28          | 4           | 1           | 2                     | 0                     | 1                     | -                              | -                              | -                              | -                              | 30    | 4     | 2     |
| Total sur la carrière | Total sur la carrière         | Total sur la carrière | 371         | 70          | 53          | 31                    | 6                     | 6                     | -                              | 49                             | 15                             | 7                              | 451   | 91    | 66    |

## En sélection nationale
| Saison                | Sélection             | Phases finales        | Phases finales | Phases finales | Phases finales | Éliminatoires CDM | Éliminatoires CDM | Éliminatoires CDM | Éliminatoires EURO | Éliminatoires EURO | Éliminatoires EURO | Ligue Nations UEFA | Ligue Nations UEFA | Ligue Nations UEFA | Matchs amicaux | Matchs amicaux | Matchs amicaux | Total | Total | Total |
| Saison                | Sélection             | Compétition           | M              | B              | Pd             | M                 | B                 | Pd                | M                  | B                  | Pd                 | M                  | B                  | Pd                 | M              | B              | Pd             | M     | B     | Pd    |
| --------------------- | --------------------- | --------------------- | -------------- | -------------- | -------------- | ----------------- | ----------------- | ----------------- | ------------------ | ------------------ | ------------------ | ------------------ | ------------------ | ------------------ | -------------- | -------------- | -------------- | ----- | ----- | ----- |
| 2014-2015             | Ukraine               | -                     | -              | -              | -              | -                 | -                 | -                 | -                  | -                  | -                  | -                  | -                  | -                  | 1              | 0              | 0              | 1     | 0     | 0     |
| 2015-2016             | Ukraine               | Euro 2016             | -              | -              | -              | -                 | -                 | -                 | 2                  | 0                  | 0                  | -                  | -                  | -                  | -              | -              | -              | 2     | 0     | 0     |
| 2016-2017             | Ukraine               | -                     | -              | -              | -              | 1                 | 0                 | 0                 | -                  | -                  | -                  | -                  | -                  | -                  | 1              | 0              | 0              | 2     | 0     | 0     |
| 2017-2018             | Ukraine               | -                     | -              | -              | -              | 2                 | 0                 | 0                 | -                  | -                  | -                  | -                  | -                  | -                  | 5              | 0              | 1              | 7     | 0     | 1     |
| 2018-2019             | Ukraine               | -                     | -              | -              | -              | -                 | -                 | -                 | 4                  | 0                  | 3                  | 4                  | 1                  | 0                  | 2              | 1              | 0              | 10    | 2     | 3     |
| 2019-2020             | Ukraine               | -                     | -              | -              | -              | -                 | -                 | -                 | 4                  | 3                  | 0                  | -                  | -                  | -                  | 1              | 0              | 0              | 5     | 3     | 0     |
| 2020-2021             | Ukraine               | Euro 2020             | 4              | 0              | 1              | 3                 | 0                 | 0                 | -                  | -                  | -                  | 4                  | 1                  | 0                  | 3              | 0              | 0              | 14    | 1     | 1     |
| 2021-2022             | Ukraine               | -                     | -              | -              | -              | 5                 | 0                 | 1                 | -                  | -                  | -                  | -                  | -                  | -                  | 1              | 0              | 0              | 6     | 0     | 1     |
| 2022-2023             | Ukraine               | -                     | -              | -              | -              | -                 | -                 | -                 | 3                  | 0                  | 0                  | 4                  | 1                  | 0                  | 1              | 0              | 0              | 8     | 1     | 0     |
| 2023-2024             | Ukraine               | -                     | -              | -              | -              | -                 | -                 | -                 | 2                  | 0                  | 0                  | -                  | -                  | -                  | -              | -              | -              | 2     | 0     | 0     |
| Total sur la carrière | Total sur la carrière | Total sur la carrière | 4              | 0              | 1              | 11                | 0                 | 1                 | 15                 | 3                  | 3                  | 12                 | 3                  | 0                  | 15             | 1              | 1              | 57    | 7     | 6     |

## Palmarès

### En club
KRC Genk
- Championnat de Belgique (1) :
  - Champion en 2019

### Distinctions personnelles
Atalanta Bergame :
- Meilleur passeur de Serie A en 2021 (12 passes)